# Angharad James
Angharad James, née le 1er juin 1994 à Haverfordwest, est une footballeuse internationale galloise évoluant au poste de milieu de terrain au Seattle Reign.

## Biographie
Le 31 janvier 2024, elle rejoint  Seattle Reign.